# 苞叶雪莲
苞叶雪莲（学名：Saussurea obvallata）是菊科风毛菊属的植物。分布在印度、锡金、尼泊尔、克什米尔以及中国大陆的云南、甘肃、四川、西藏、青海等地，生长于海拔3,200米至4,700米的地区，常生于山坡多石处、高山草地、溪边石隙处及流石滩，目前尚未由人工引种栽培。

## 别名
苞叶风毛菊（中国高等植物图鉴）

## 异名
- Saussurea obvallata (DC.) Edgew. var. gymnocephala Ling